# Montagna-le-Templier
Montagna-le-Templier is een plaats en voormalige gemeente in het Franse departement Jura in de regio Bourgogne-Franche-Comté en telt 90 inwoners (2009). De plaats maakt deel uit van het arrondissement Lons-le-Saunier.

## Geschiedenis
Montagna-le-Templier is op 1 januari 2017 gefuseerd met de gemeenten Dessia en Lains tot de gemeente Montlainsia. 

## Geografie
De oppervlakte van Montagna-le-Templier bedraagt 7,2 km², de bevolkingsdichtheid is dus 12,5 inwoners per km².
De onderstaande kaart toont de ligging van Montagna-le-Templier met de belangrijkste infrastructuur en aangrenzende gemeenten.

## Demografie
Onderstaande figuur toont het verloop van het inwonertal.